# ペルシアの巫女 (ミケランジェロ)
『ペルシアの巫女』（ペルシアのみこ、伊: Sibilla Persica, 英: Persian Sibyl）は、盛期ルネサンスのイタリアの巨匠ミケランジェロ・ブオナローティが1511年に制作した絵画である。フレスコ画。主題はギリシア神話やローマ神話において地中海地域各地に存在したシビュラと呼ばれるアポロンの巫女の1人、ペルシアのシビュラから採られている。ローマ教皇ユリウス2世の委託によって、ローマのバチカン宮殿内に建築されたシスティーナ礼拝堂の天井画の一部として描かれた。天井画の中心部分は9つのベイに区分され、主題は『旧約聖書』「創世記」から大きく3つのテーマ、9つの場面がとられた。本作品は第3のベイに『空と水の分離』（La Separazione della terra dalle acque）の左側に『預言者ダニエル』（Il Profeta Daniele）と向かい合って描かれた。

## 作品

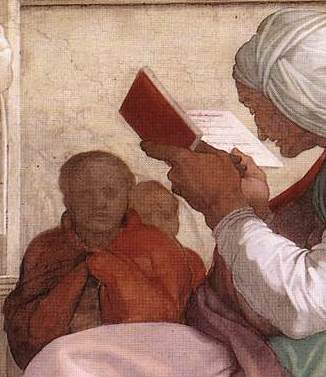
シルエットの輪郭線で表現されたペルシアのシビュラの横顔。

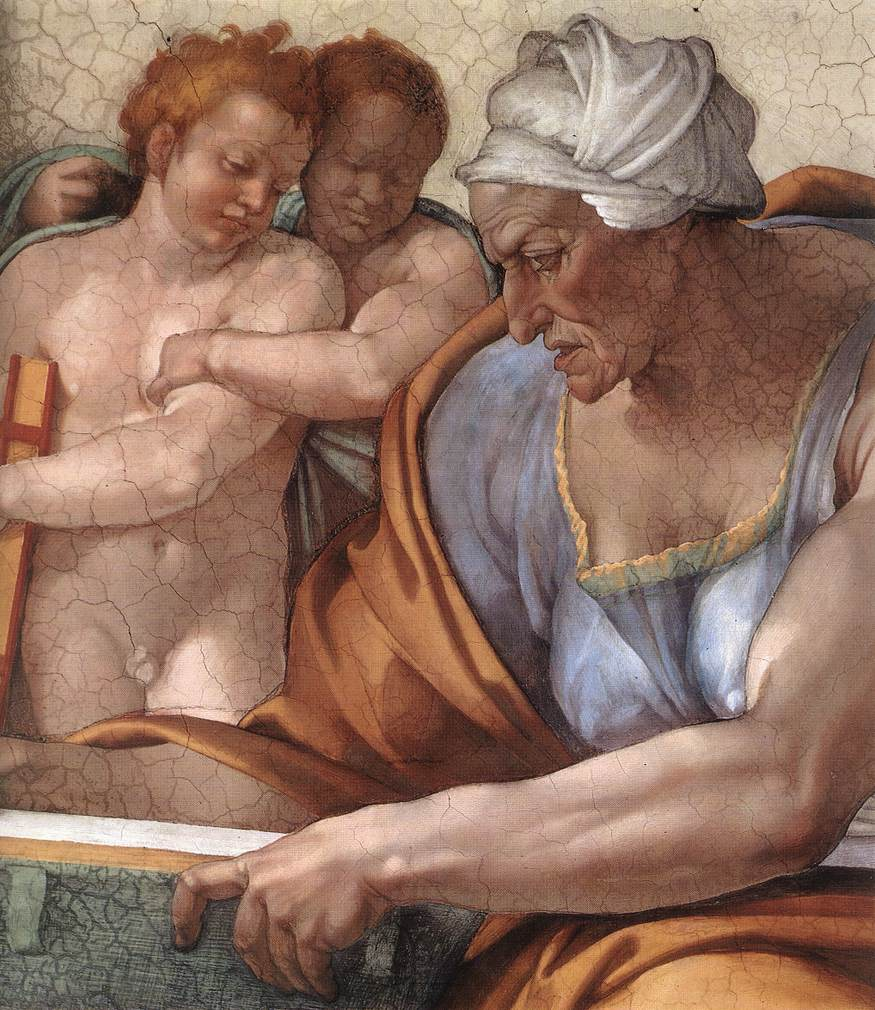
同じくミケランジェロの『クマエの巫女』の横顔。

ミケランジェロは天井画の最も高い場所に配置された『旧約聖書』の場面を囲むように、その下方に7人の預言者と5人の巫女（シビュラ）を交互に配置した。これらは天井画の人物像の中で最も大きなサイズを与えられ、様々な精神ないし思考の営みを備えたポーズで描かれた。通常、これらの人物像は書物を持ち、眷属として2人のプットーをともなっている。
ミケランジェロはペルシアのシビュラを手に持った小さな書物を読む年老いた老婆として描いた。とはいえ、白い袖の下にうかがえる左腕の上腕二頭筋は驚くほどに逞しい。巫女は明らかに近眼である。なぜなら彼女は祭壇の方から差し込む光を頼りにしながら持ち上げた書物に顔を近づけ、眼を凝らして記された文字を読み取ろうとしているからである。美術史家シャルル・ド・トルナイによると、ミケランジェロは巫女たちをいずれも異教的な無知ゆえに限定された範囲でのみ予言の能力を行使する存在として描いた。この異教的な無知は『ペルシアの巫女』においては老齢のために低下した視力という形で表現されている。巫女の肩は老いのために丸まり、頭を前に傾けており、彼女の姿勢や意識のすべてが書物に示された秘蹟に集中していることを示している。また巫女の唇は開かれており、何かを口ずさんでいるように見える。おそらくそれは聖母マリアの誕生とキリストの到来を予告する言葉であろう。頭には白いヴェールをかぶり、聖母を彷彿とさせるバラ色の外衣をまとっており、翻った裏地は唯一神のそれを思わせる。眷属である2人のプットーは他の預言者や巫女を描いた図像とは異なり、着衣して助祭のように恭しく一列に並んでいる。このプットーの顔は巫女の持った書物の影が作り出す影で覆われ、その衣服は「荘厳ミサ曲」で助祭が身に着ける僧衣を彷彿とさせる。さらに秘蹟を前にして祈るように両手を組み、唯一神が描かれた『空と水の分離』を司祭のように見上げている。
本作品において特筆すべきはペルシアのシビュラの頭部である。ミケランジェロは巫女の顔のフォルムや細部を描写せず、ただシルエットで暗示するに留めた。ところが彼女の横顔をわずかに画面の奥に向けさせることで、鼻や、唇、顎だけでなく、瞼、頬、眉毛、額のしわに至るまで、それらすべてを輪郭線によって表した。それによって影に包まれた平面的であるはずの横顔の表情に関する肉体的印象を、鑑賞者に的確に伝えることを可能にしている。美術史家フレデリック・ハートによると、ミケランジェロはこの新しい表現方法によって単に「彫刻的な絵画」ではなく「本物の彫刻のように見える絵画」を生み出した。実際にミケランジェロが『クマエの巫女』（La Sibilla Cumana）で描いた横顔と比較するとその違いは明瞭である。後者の横顔は明るく照らし出されているが、それゆえその容貌は光と反射光によって細部まで分解され、平坦な浮彫のような印象を与える。これに対して本作品では巫女の頭部は、ヴェールに輝く光と影に沈む横顔のコントラストによってその姿形が空間の中にありありと想像できる。なぜなら、こうした暗示的な量塊がいっそう広い空間を占有し、光を受け止め、雄弁に影を投じているからである。フレデリック・ハートは本作品による逆説的ともいえる絵画経験を経て以降、ミケランジェロの彫刻の様式が大きく変化したと述べている。かつての『ピエタ』（La Pietà）や『ダビデ像』（Il David）に明らかな初期の線と実体との間の葛藤が、全体的な面と形との相互作用によって完全に解消されているという。
色彩の動きは他の予言者や巫女たちと比べて玉虫色の誇張が少ないものの、その柔らかさは闊達さを増し、色彩の効果は依然として精妙である。書物の表紙は巫女の外衣を反映し、袖の柔らかな白はヴェールの冷たい白や青色がかった緑灰色の衣服と対照をなしている。この衣服は光によって仄かに照らし出されている。衣文は天井画の初期のどの人物像よりも柔らかく流れ、脚の形状もわずかに暗示するにとどめている。

## 修復
1980年から1989年に行われた修復により、過去に行われた加筆や変色したワニスが除去され、制作当時の色彩が取り戻された。

## ギャラリー

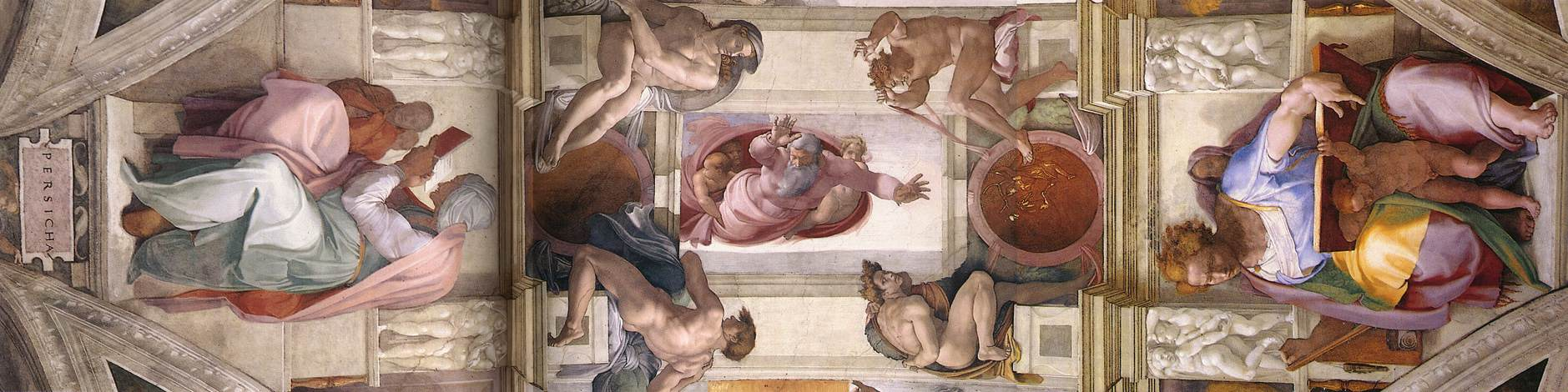
『空と水の分離』の両側に『ペルシアの巫女』と『預言者ダニエル』が描かれた第3のベイ。

関連画像

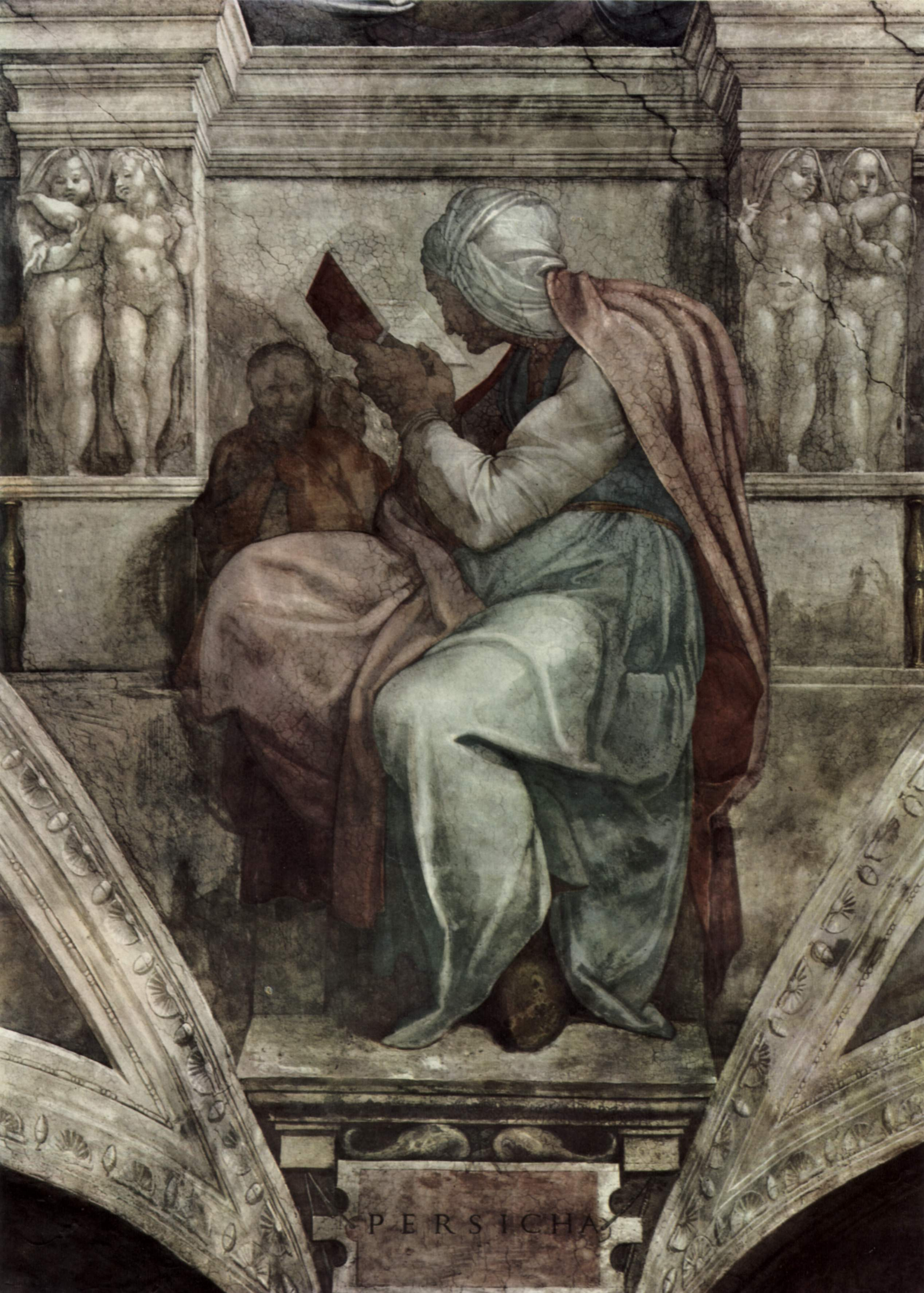
修復前の『ペルシアの巫女』
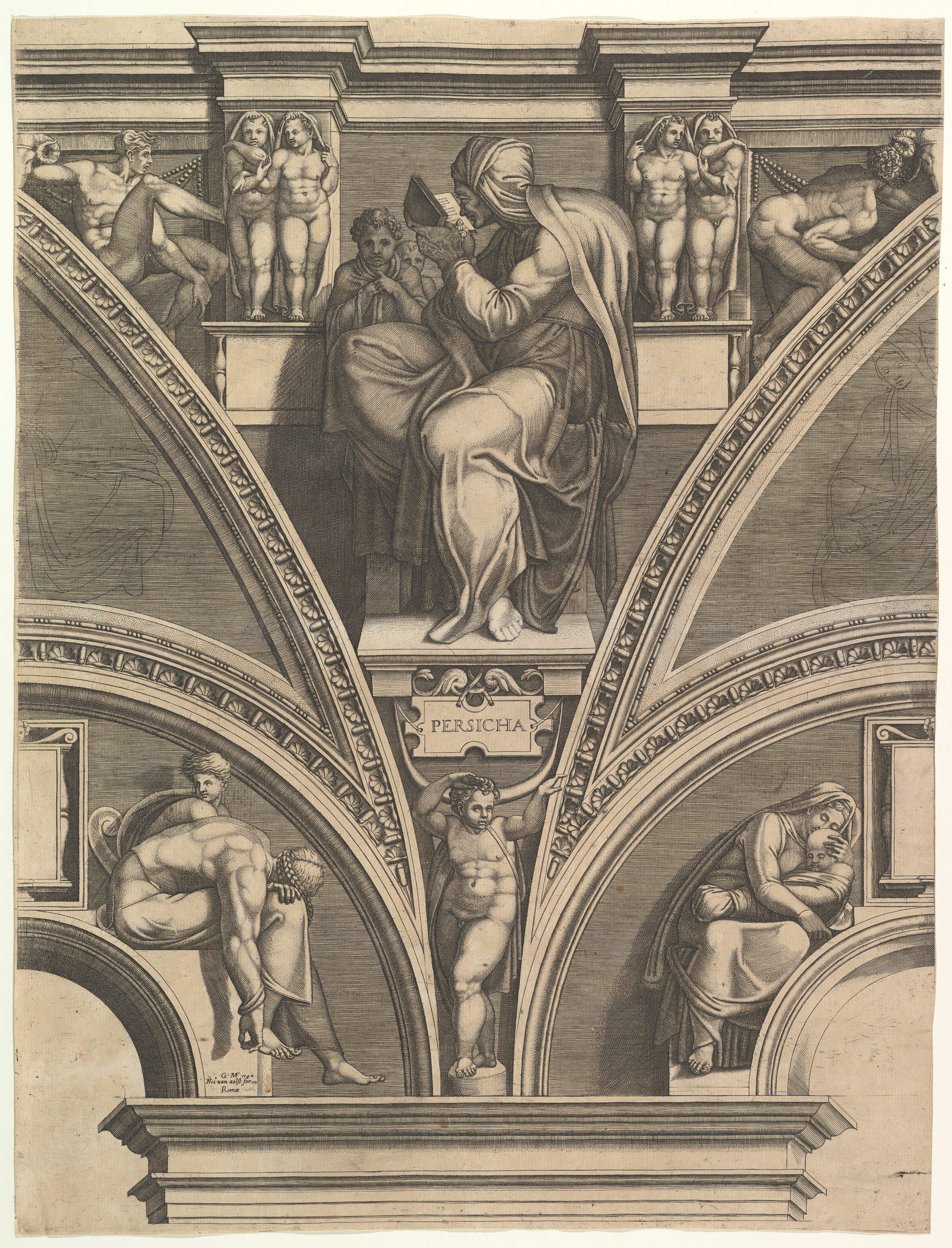
ジョルジョ・ギージによる版画